# Comté de Camden (Caroline du Nord)
Pour les articles homonymes, voir Comté de Camden.
Le comté de Camden est un comté de la Caroline du Nord.

## Histoire
Le comté a été formé en 1777 depuis la partie nord-est du comté de Pasquotank. Il a été nommé en l'honneur de Charles Pratt, qui s'était opposé au Stamp Act. Le comté est situé à l'extrémité sud du canal du marais de Dismal. Ce fut le site de la bataille de South Mills, le 19 avril 1862 pendant la guerre de Sécession, qui fut une victoire mineure pour la Confédération.
L'Église baptiste de Shiloh, fondée vers 1727 par Paul Palmer, est la plus ancienne église baptiste en Caroline du Nord.
Bien que techniquement, il n'y ait pas de municipalités incorporées dans le comté de Camden, il est devenu le premier Consolidated city-county en Caroline du Nord en juin 2006.

## Démographie
| 1790  | 1800  | 1810  | 1820  | 1830  | 1840  |
| ----- | ----- | ----- | ----- | ----- | ----- |
| 4 022 | 4 191 | 5 347 | 6 347 | 6 733 | 5 663 |

| 1850  | 1860  | 1870  | 1880  | 1890  | 1900  |
| ----- | ----- | ----- | ----- | ----- | ----- |
| 6 049 | 5 343 | 5 361 | 6 274 | 5 667 | 5 474 |

| 1910  | 1920  | 1930  | 1940  | 1950  | 1960  |
| ----- | ----- | ----- | ----- | ----- | ----- |
| 5 640 | 5 382 | 5 461 | 5 440 | 5 223 | 5 598 |

| 1970  | 1980  | 1990  | 2000  | 2010  | - |
| ----- | ----- | ----- | ----- | ----- | - |
| 5 453 | 5 829 | 5 904 | 6 885 | 9 980 | - |

## Communautés
- Délimitation du comté
- Villes

### City
- Elizabeth City, majoritairement dans le comté de Pasquotank.

### Census-designated places
- Camden
- South Mills

### Zones non incorporées
- Old Trap (en)